# Schauspiel Erlangen

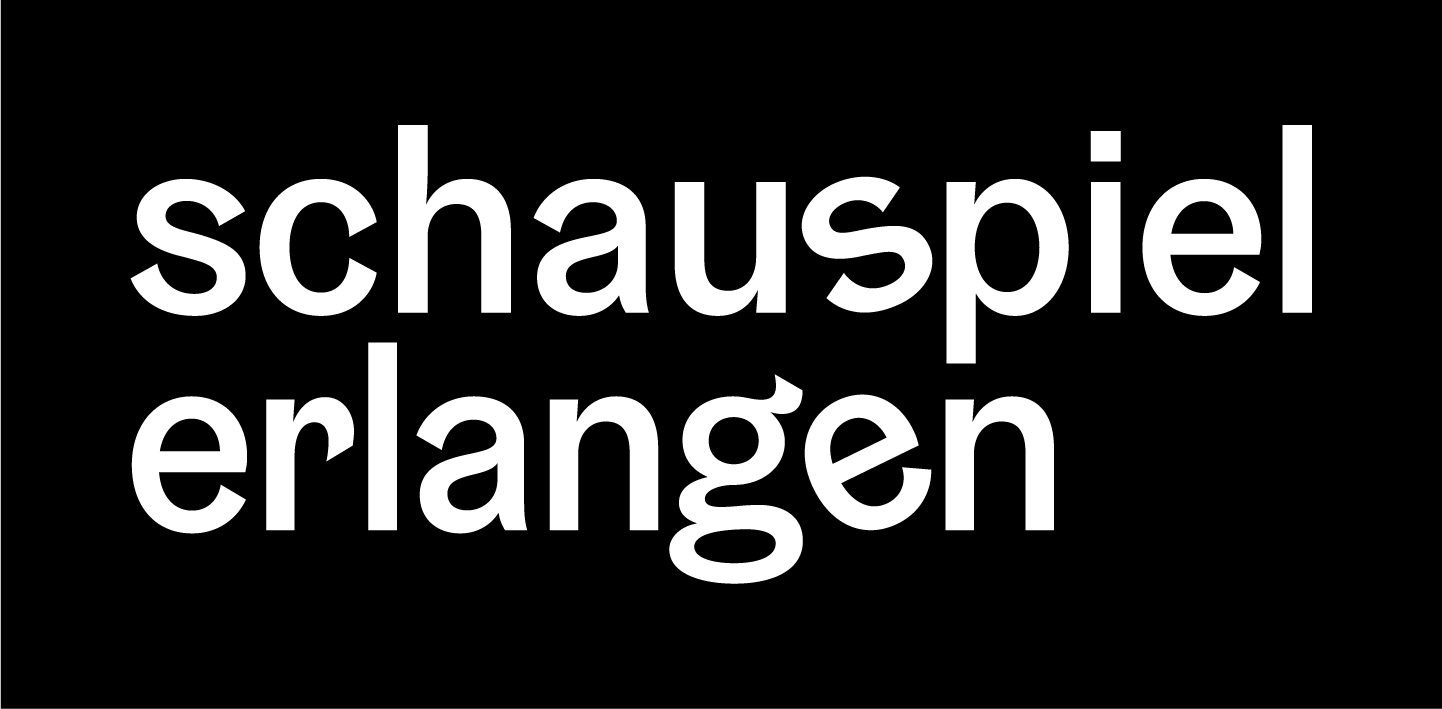
Logo

Das Schauspiel Erlangen (Eigenschreibweise schauspiel erlangen) ist ein Sprechtheater in Erlangen. Spielstätten sind u. a. das Markgrafentheater und die Studiobühne im Theater in der Garage. Es wurde mit dem Intendanzwechsel zur Spielzeit 24/25 von das Theater Erlangen in Schauspiel Erlangen umbenannt.

## Programm

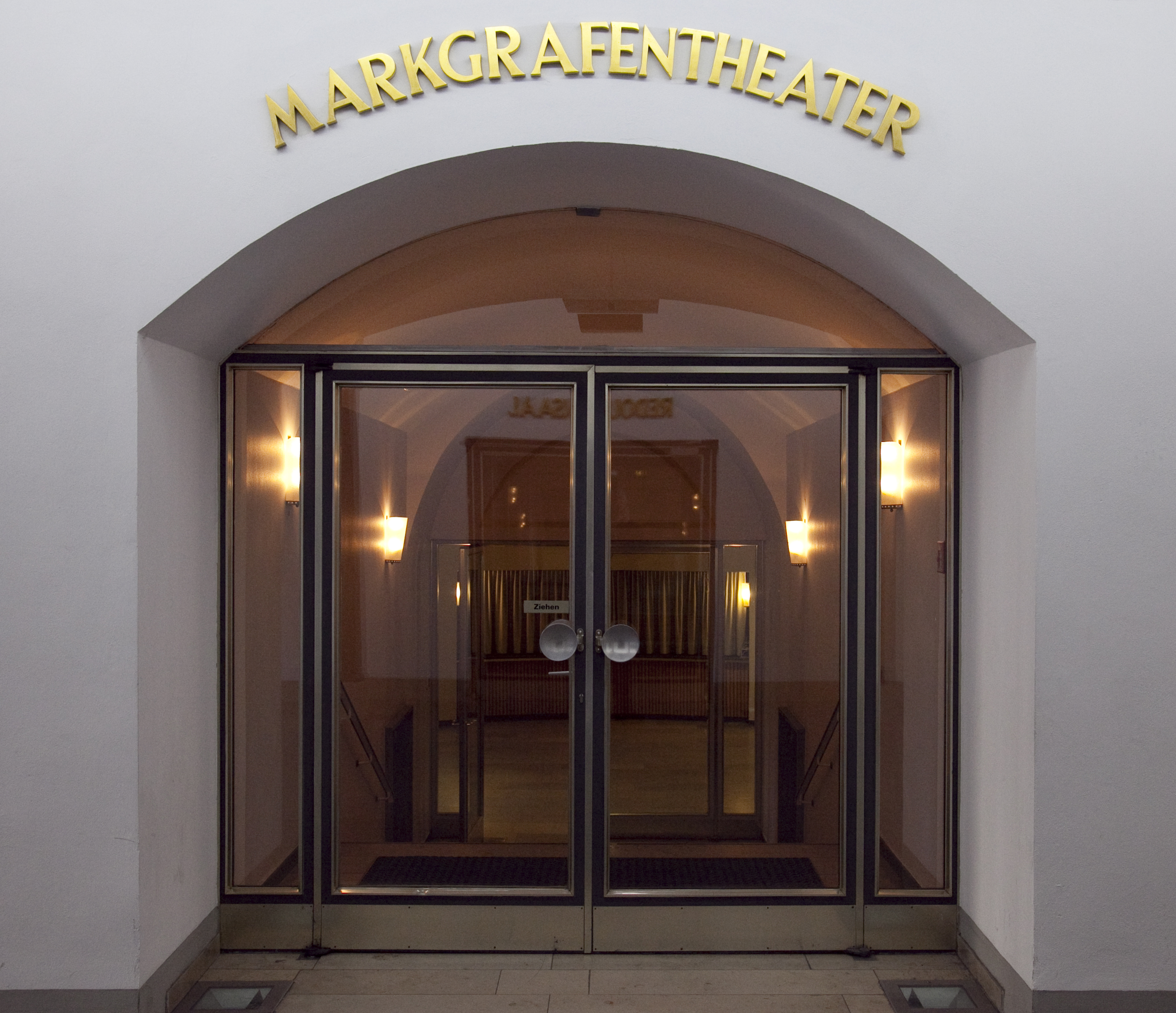
Eingang des Markgrafentheaters

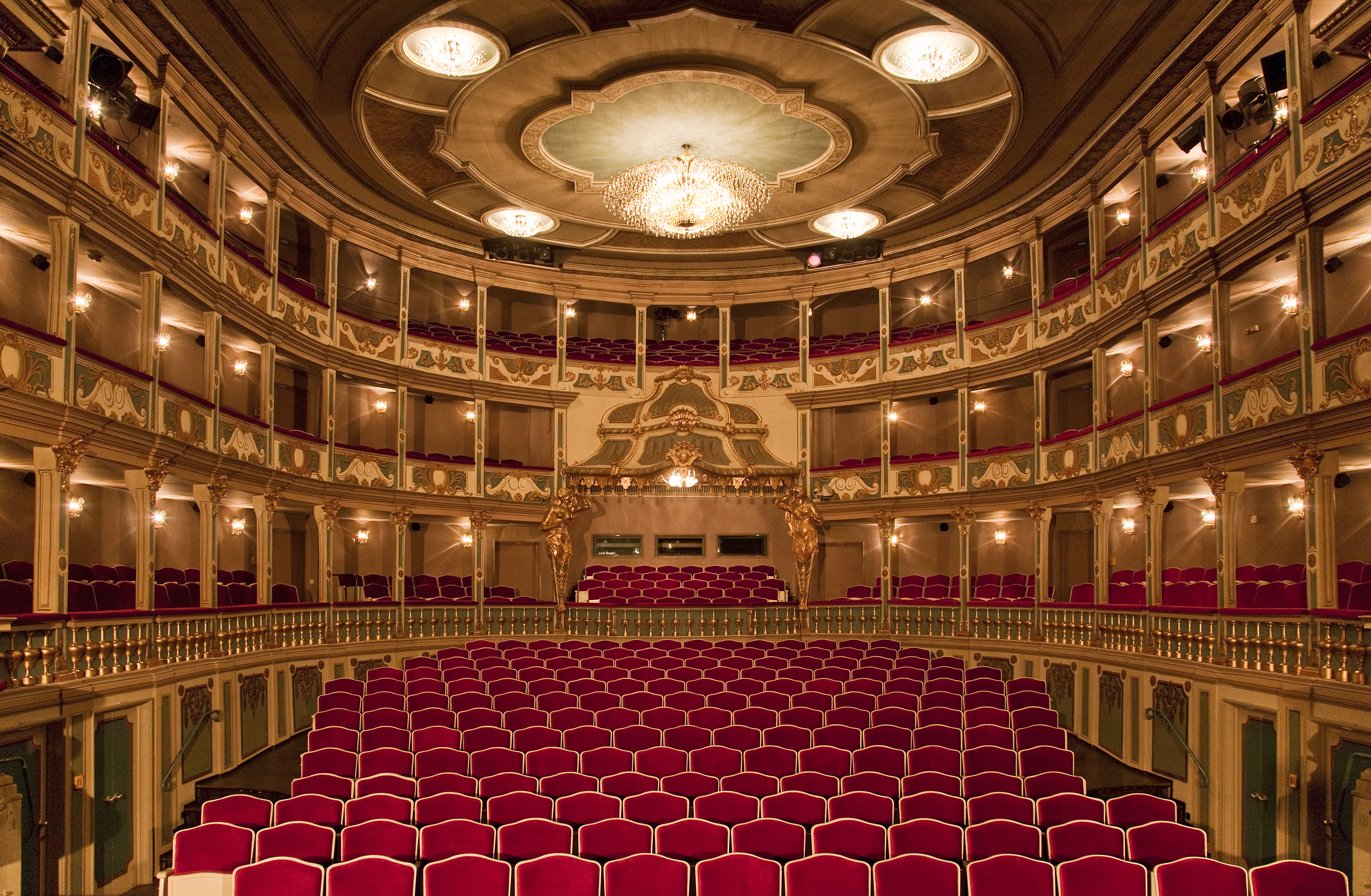
Saal des Markgrafentheaters

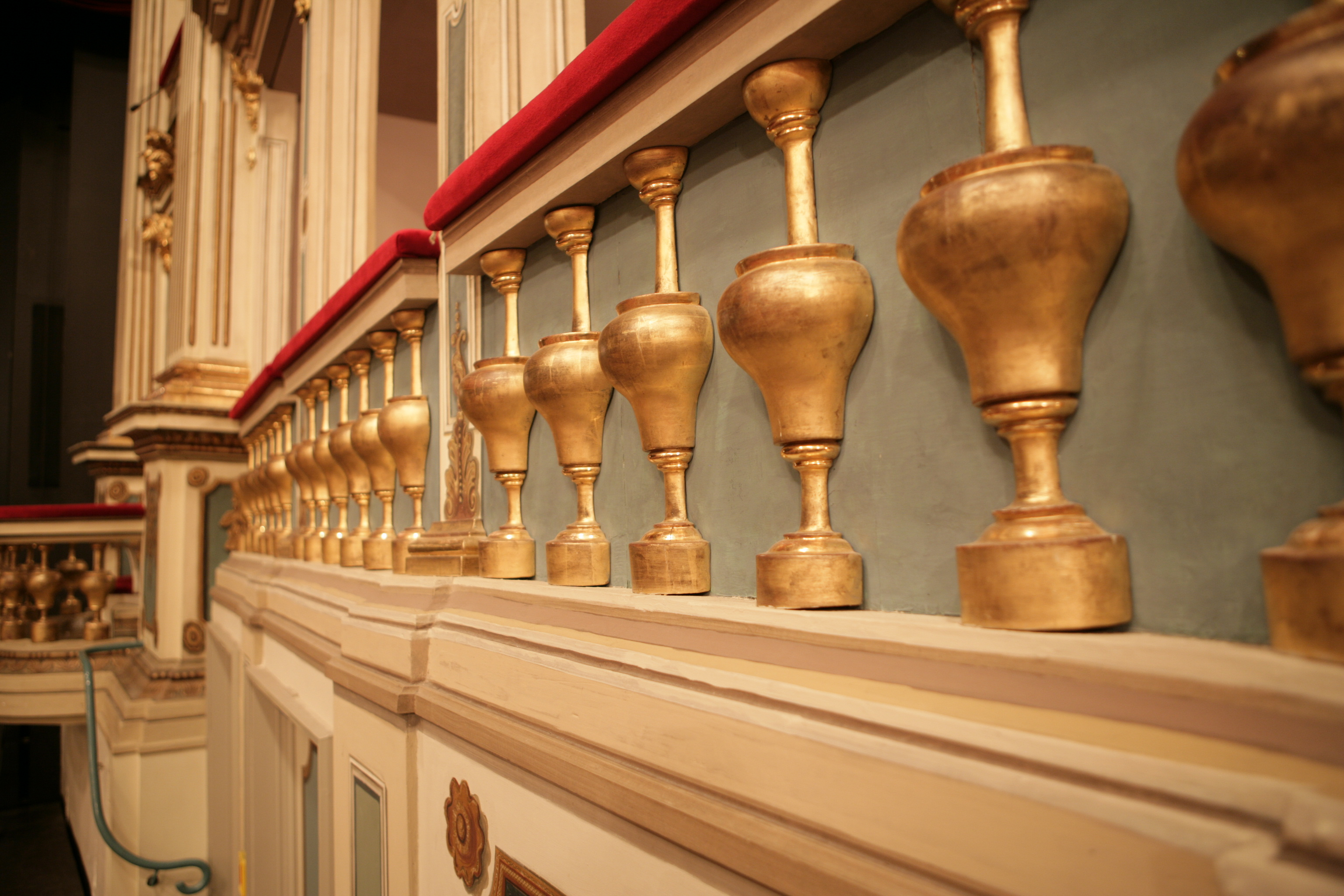
Saalwände des Markgrafentheaters

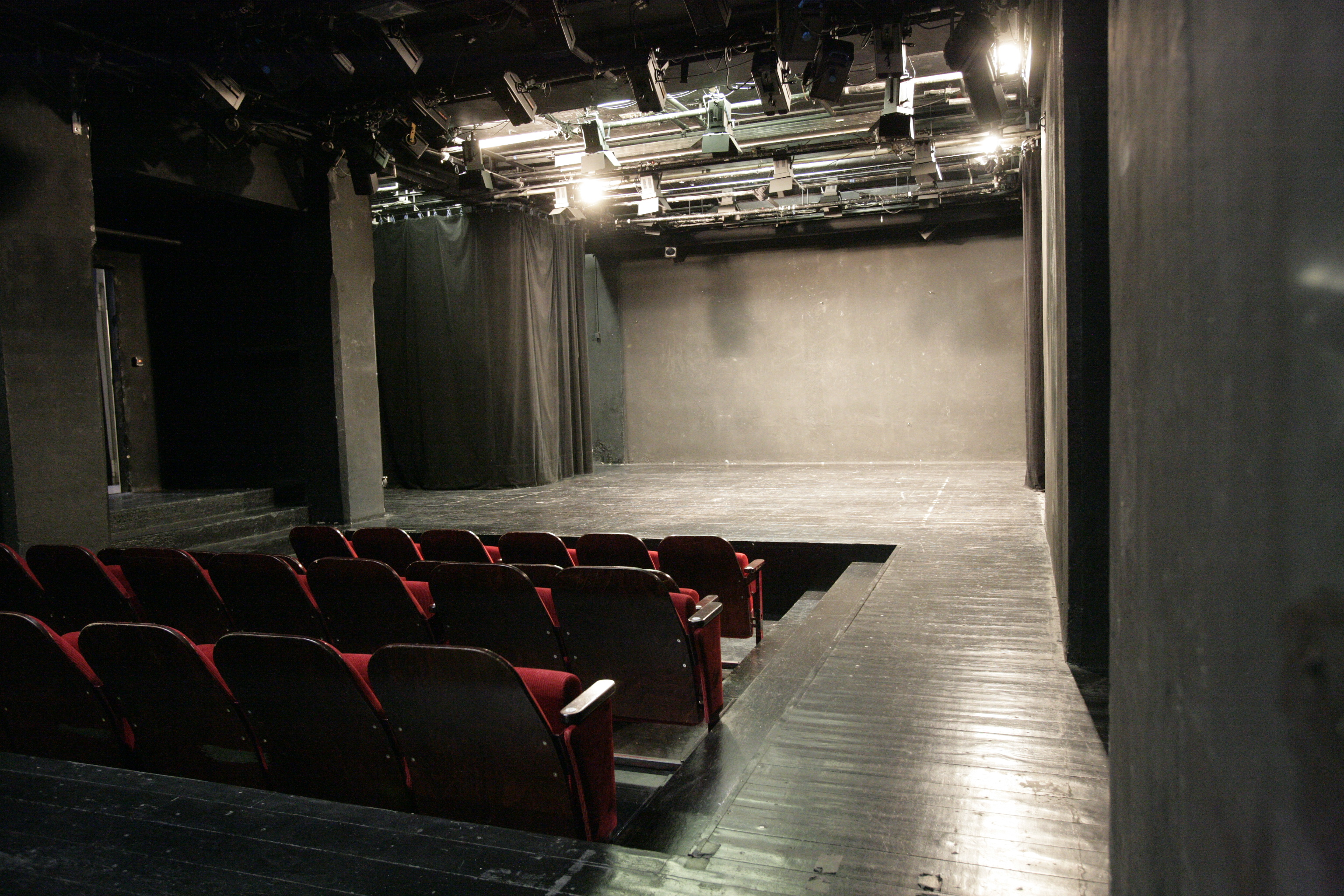
Das Theater in der Garage

Pro Spielzeit kommt es zu 250 bis 300 Aufführungen und Veranstaltungen, ca. 15 Premieren und zahlreichen Wiederaufnahmen. Der Spielplan beinhaltet modernes, spartenübergreifendes Schauspiel mit einem Fokus auf zeitgenössischer Dramatik. Zu sehen sind innovative Produktionen, die oftmals mit Elementen aus Tanz, Musik oder Puppenspiel arbeiten. Ergänzt wird das Programm durch zahlreiche Sonderformate wie Lesungen, Talkrunden, öffentliche Proben, Foyergespräche, Matineen und Diskussionsrunden. Des Weiteren finden im Schauspiel Erlangen Gastspiele anderer Theater, Koproduktionen sowie gelegentlich Konzerte statt.
Abgerundet wird das Gesamtprogramm durch ein Angebot für Kinder und Jugendliche. Das Schauspiel Erlangen bietet ein theaterpädagogisches Programm für jede Altersgruppe und Schulform. Einmal jährlich finden darüber hinaus die Erlanger Schultheatertage für Kinder und Jugendliche statt, bei denen die Erlanger Schulen und ihre Theater-AGs eigene Inszenierungen zeigen.
Im Rahmen der sogenannten „Bürger:innenbühne“ wird pro Spielzeit ein Stück mit Laiendarstellern auf die Bühne gebracht.
Das Schauspiel Erlangen hat ein eigenes, aktuell 11-köpfiges Ensemble.

## Spielstätten

### Markgrafentheater
Das „Opern- und Comoedien-Hauses“ wurde von 1715 bis 1718 im Auftrag des Markgrafen Georg Wilhelm von Brandenburg-Bayreuth erbaut und 1719 mit der Oper „Argenis und Poliarchus“ eingeweiht. Von 1740 bis 1743 wurde der Zuschauerraum im Auftrag der Markgräfin Wilhelmine von Bayreuth durch den italienischen Theaterarchitekten Paolo Gaspari umgestaltet und 1744 dem Stück „Sirace, ein musikalisches Schauspiel“ wiedereröffnet.
Von 1906 bis 1913 vermittelte der Gemeinnützige Verein Gastspiele des Intimen Theaters Nürnberg und des Stadttheaters Bamberg, 1924 kam es zur Wiederaufnahme der Beziehungen zum Nürnberger Stadttheater. Das Stadttheater Bamberg jedoch bestritt von 1926 bis 1933 sein Theaterleben in Erlangen. Der Gemeinnützige Verein musste sich 1934 in die „Deutsch Bühne, Ortsgruppe Erlangen e. V.“ umwandeln. Daraus wurde 1936 „Die Nationalsozialistische Kulturgemeinde, Ortsverband Erlangen e. V.“, deren Erbe schließlich 1937 die NS-Gemeinschaft „Kraft durch Freude“ antrat.
Unter der Direktion Probst und dem Intendanten Doerner wurde 1945 ein eigenes Schauspielensemble gegründet. Nach der Währungsreform 1949 ließen sich die wirtschaftlichen Voraussetzungen für ein eigenes Ensemble nicht mehr aufrechterhalten, sodass ab Herbst 1949 regelmäßige Gastspiele der Nürnberger Bühnen stattfanden. Von 1956 bis 1959 wurde das Theater nach den Plänen von Gaspari renoviert und im Dezember 1959 wieder eröffnet mit „Die Hochzeit des Figaro“. 1973 wurde wieder ein eigenes städtisches Ensemble aufgebaut. In den Jahren von 1980 bis 2000 kam es zu weitreichenden Sanierungen, dem Umbau gemäß den geltenden Sicherheitsstandards und zur Verbesserung der Klimatechnik, 2011 wurde eine umfangreiche Brandschutzsanierung durchgeführt. 2019 wurde eine neue Tonanlage mit über 80 Lautsprechern und Dolby Surround Anlage eingebaut, 2021 folgte eine neue Lichtanlage (LED). Seit 2023 verfügt das Theater über ein Tracking-System, das deutschlandweit einmalig für das Tracking von Sound und Licht gleichermaßen eingesetzt wird.
Heute ist das Markgrafentheater das älteste noch bespielte Barocktheater Süddeutschlands.

### Theater in der Garage
Die Garage ist die ehemalige Kutschenremise des markgräflichen Schlosses und Feuerwehrgarage. Das Theater in der Garage wurde 1975 aus einer Studentenbewegung heraus als Theater eröffnet und 1989 umfangreich modernisiert. Heute dient es als kleine Studiobühne mit 62 Sitzplätzen. Daran angeschlossen ist das Theatercafé.

## Weitere Räumlichkeiten

### TheaterbusOtokar
2019 wurde das Theater Erlangen mit dem Theaterpreis des Bundes geehrt. Dieser ermöglichte ein Herzensprojekt, das in besonderem Maße in die Stadtgesellschaft hineinwirken soll: Theater on the road. Dafür wurde ein Regionalbus zu einer kleinen, fahrbaren Bühne umgebaut. Der Theaterbus steuert mit verschiedenen theatralen Projekten die unterschiedlichsten Orte in Erlangen und der Region fernab vom Markgrafentheater an. Kulturelle Teilhabe, gesellschaftliche Inklusion und der Spaß am Theater sollen mit der mobilen Bühne auf vier Rädern realisiert werden.

### Glocken-Lichtspiele
Die Glocken-Lichtspiele stammen aus den 1920er-Jahren. Das Kino zählte zu den ersten in Erlangen. 1996 mussten „die Glocken“ den Kinobetrieb einstellen. Heute dienen die Räumlichkeiten dem Theater als Probebühne.

### Rangfoyer
Das Rangfoyer des Markgrafentheaters, vormals Foyercafé, stammt aus den frühen 1970er-Jahren. Es befindet sich im 2. Obergeschoss und ist barrierefrei erreichbar. Es kann mit Bühne und Zuschauertribüne ausgestattet werden und wird u. a. für kleinere Formate wie Lesungen verwendet.

## Intendanz
- Manfred Neu (1975–1989, Theater in der Garage)
- Andreas Hänsel (1989–1998)
- Hartmut Henne (1998–2001)
- Johannes Blum (Interimsintendant 2001–2002)
- Sabina Dhein (2002–2009)
- Katja Ott (2009–2024)
- Jonas Knecht (seit 2024)